# 亚历克西·萨勒马克斯
亚历克西·耶瑟·M·萨勒马克斯（荷蘭語：Alexis Jesse M. Saelemaekers；1999年6月27日—），是一名比利时足球运动员，场上主要司职右边锋，也可踢中场以及后卫位置，目前效力于意甲球队AC米兰，并代表比利时参加国际比赛。

## 俱乐部生涯

### 安德莱赫特
2017年10月，萨勒马克斯与比甲俱乐部安德莱赫特签约至2019年。2018年2月16日，在安德莱赫特0-1客负圣图尔登的比赛中，萨勒马克斯在第77分钟替补登场，完成了正式比赛首秀。
2018年6月8日，萨勒马克斯与安德莱赫特续约至2022年。

### 租借至AC米兰
2020年1月31日，意甲俱乐部AC米兰官方宣布，安德莱赫特球员萨勒马克斯租借加盟，俱乐部拥有买断选项。据意大利媒体报道，AC米兰向安德莱赫特支付了350万欧元的租借费。如果“红黑军团”决定将其买断，需将再支付100万欧元的浮动条款。2020年2月2日，在AC米兰1-1战平维罗纳的比赛中，萨勒马克斯在第77分钟替补登场，换下了卡拉布里亚，完成了AC米兰以及意甲首秀。

### AC米兰
2020年7月1日，AC米兰官方确认，俱乐部决定买断萨勒马克斯，他将与米兰签约至2024年6月30日。2020年7月18日，在AC米兰主场5-1大胜博洛尼亚的意甲比赛中，萨勒马克斯打进了加盟红黑军团以来的第一粒进球。

## 国家队生涯
2020年10月8日，在比利时1-1战平科特迪瓦的友谊赛中，萨勒马克斯首发出场，完成了成年国家队首秀。

## 比賽風格
他是一名踢法全面的球員，除了可以在整個右路踢球，在時任AC米蘭主帥皮奥利的4-2-3-1陣式下也非常喜歡移入中路。他的腳下功夫和突破速度了得，故可勝任右邊鋒位置，可是不具備太強的破門能力，主要擔任組織者。由於防守能力同樣不俗，他在比利時國家隊中主要踢右翼衞，利用其速度撕開對手防線。

## 生涯数据

### 俱乐部
最後更新：2021年4月26日
| 俱乐部         | 赛季     | 联赛     | 联赛 | 联赛 | 本土杯赛 | 本土杯赛 | 欧战 | 欧战 | 其他 | 其他 | 合计 | 合计 |
| 俱乐部         | 赛季     | 联赛等级 | 出场 | 进球 | 出场     | 进球     | 出场 | 进球 | 出场 | 进球 | 出场 | 进球 |
| -------------- | -------- | -------- | ---- | ---- | -------- | -------- | ---- | ---- | ---- | ---- | ---- | ---- |
| 安德莱赫特     | 2017–18  | 比甲     | 11   | 0    | 0        | 0        | 0    | 0    | —    | —    | 11   | 0    |
| 安德莱赫特     | 2018–19  | 比甲     | 30   | 0    | 1        | 0        | 3    | 0    | —    | —    | 34   | 0    |
| 安德莱赫特     | 2019–20  | 比甲     | 16   | 2    | 3        | 0        | —    | —    | —    | —    | 19   | 2    |
| 安德莱赫特     | 合计     | 合计     | 57   | 2    | 4        | 0        | 3    | 0    | —    | —    | 64   | 2    |
| AC米兰（外租） | 2019–20  | 意甲     | 13   | 1    | 2        | 0        | —    | —    | —    | —    | 15   | 1    |
| AC米兰         | 2020–21  | 意甲     | 28   | 2    | 1        | 0        | 7    | 1    | —    | —    | 36   | 3    |
| AC米兰         | 合计     | 合计     | 41   | 3    | 3        | 0        | 7    | 1    | —    | —    | 51   | 4    |
| 生涯合计       | 生涯合计 | 生涯合计 | 98   | 5    | 7        | 0        | 10   | 1    | —    | —    | 115  | 6    |

1. ↑  包括比利时杯以及意大利杯
2. 1 2  在欧联杯中的出场（包括预选赛）

### 国家队
最後更新：2021年9月5日
| 国家队 | 年份 | 出场 | 进球 |
| ------ | ---- | ---- | ---- |
| 比利时 | 2020 | 1    | 0    |
| 比利时 | 2021 | 2    | 1    |
| 合计   | 合计 | 3    | 1    |